# Russischer Muftirat

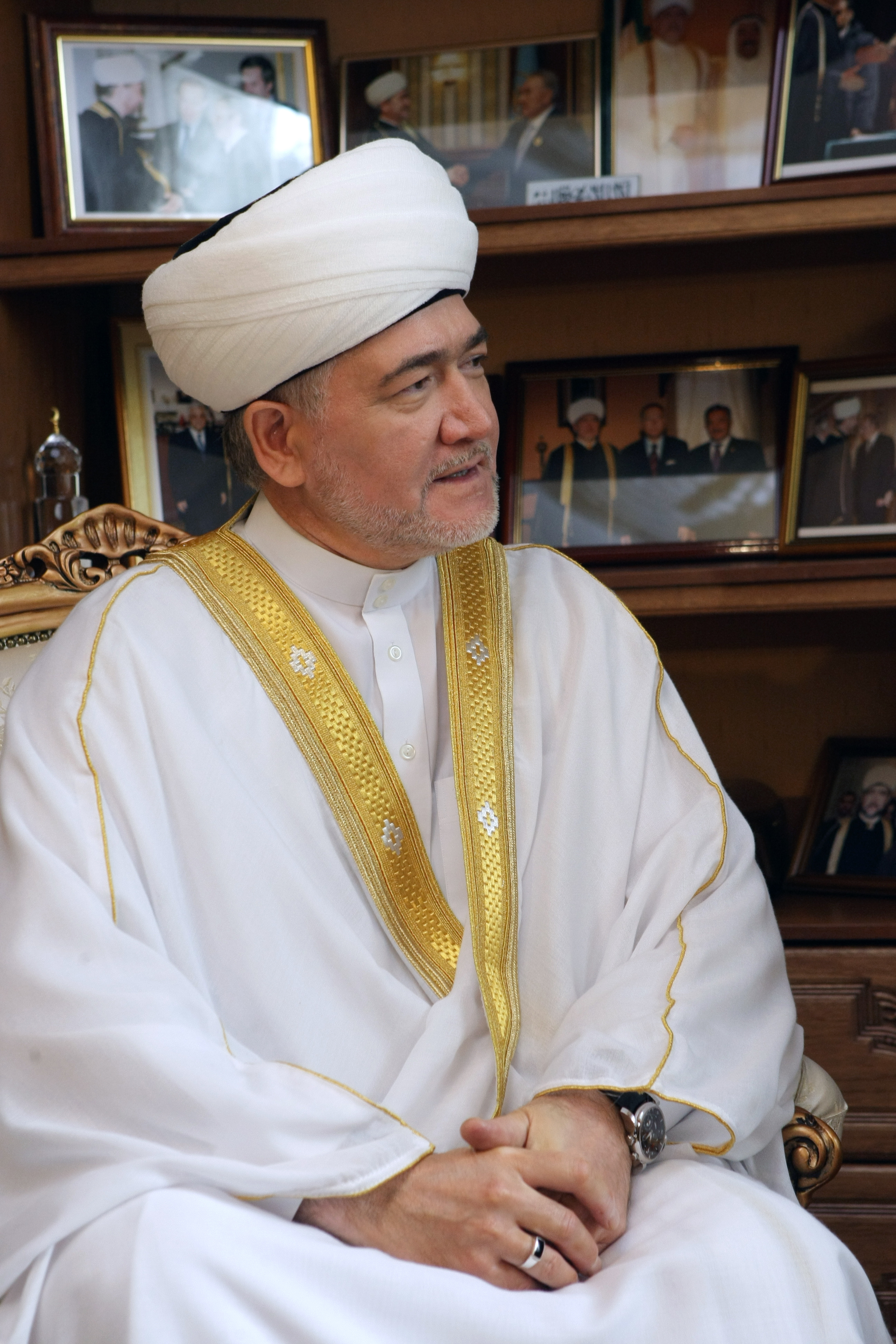
Rawil Gainutdin, Vorsitzender des Rats der Muftis Russlands

Der Rat der Muftis Russlands (russisch Совет муфтиев России (СМР) / Sowjet Muftijew Rossii (SMR); wiss. Transliteration Sovet muftiev Rossii) ist eine 1996 gegründete islamische Dachorganisation mit Sitz in Moskau, in der zahlreiche muslimische Regionalorganisationen Russlands zusammengeschlossen sind. Sie wird von Rawil Gainutdin geleitet, der gleichzeitig der Vorsitzende der Geistlichen Verwaltung der Muslime der Russischen Föderation ist. Vizevorsitzender ist Nafigulla Chudtschatowitsch Aschirow.
Der SMR wirkt sowohl als Organisationskomitee für Russlands Muslime als auch als Koordinator verschiedener öffentlicher Aktivitäten, um den Islam in der Region zu unterstützen. Er richtet Schulen ein, baut Versammlungshäuser und stellt Literatur bereit. Zu den Bildungseinrichtungen des SMR, die die größte Bekanntheit erlangt haben, gehören zwei Madrasas in der tiefen Provinz, Yoldyz in Nabereschnyje Tschelny und Al-Furkan in Buguruslan. Der SMR ist auch international sehr aktiv und unterhält Beziehungen in die Länder der Gemeinschaft unabhängiger Staaten, des Nahen und Mittleren Ostens und Nordafrikas.
Der SMR wurde 1996 gegründet, um die muslimischen Organisationen des Landes zu vereinheitlichen. Schon wenige Jahre später richtete er internationale Konferenzen aus, wie zum Beispiel im Mai 1999 das internationale Forum "Die Zukunft der Muslime Russlands im neuen Jahrtausend", bei dem das "Komitee der Muslime Asiens in Kuwait" als Partner fungierte. In einer offiziellen Erklärung vom 20. März 2003 brachte der Muftirat seine Unterstützung für "die abgewogene Politik von Wladimir Wladimirowitsch Putin" zum Ausdruck, der die militärische Aktion der USA gegen den Irak einen "großen politischen Fehler" genannt und darauf bestanden hatte, dass die militärischen Aktivitäten möglichst früh eingestellt werden sollten.
Außerdem bemüht sich der SMR um eine Förderung des Islamischen Bankwesens. Im März 2009 organisierte er eine internationale Konferenz
zum Thema "Islamic Banking: Spezifika und Perspektiven". Die Konferenz sollte "ein Anfang konstruktiver Arbeit auf dem Feld der Realisierung islamischer Banken und Finanzinstitute auf dem Territorium Russlands" und "ein Forum für die Entwicklung der Zusammenarbeit mit den Finanzinstituten der islamischen Länder" sein.
In den Gemeinden, die dem SMR angeschlossen sind, sind schon mehrfach extremistische Literatur, Waffen und Sprengstoff sichergestellt sowie Personen wegen des Verdachts extremistischer und terrorister Aktivitäten festgenommen worden.

## Belege
1. ↑  Silantjew: Sowjet muftijew Rossii. 2015, S. 372.
2. ↑  Silantjew: Sowjet muftijew Rossii. 2015, S. 432–438.
3. ↑  Silantjew: Sowjet muftijew Rossii. 2015, S. 62.
4. ↑  Shireen Hunter u. a.: Islam in Russia: The Politics of Identity and Security. Center for Strategic and International Studies, New York, 2004. S. 114.
5. ↑  Silantjew: Sowjet muftijew Rossii. 2015, S. 556–558.
6. ↑  Silantjew: Sowjet muftijew Rossii. 2015, S. 620.

Koordinaten: 55° 46′ 46,2″ N, 37° 37′ 36,8″ O